# Atlanta (geslacht)
Atlanta is een geslacht van weekdieren uit de  familie van de Atlantidae.

## Soorten
- Atlanta brunnea J. E. Gray, 1850
- Atlanta californiensis Seapy & Richter, 1993
- Atlanta echinogyra Richter, 1972
- Atlanta fragilis Richter, 1993
- Atlanta frontieri Richter, 1993
- Atlanta gaudichaudi Souleyet, 1852
- Atlanta helicinoidea J. E. Gray, 1850
- Atlanta inclinata J. E. Gray, 1850
- Atlanta inflata J. E. Gray, 1850
- Atlanta lesueurii J. E. Gray, 1850
- Atlanta meteori Richter, 1972
- Atlanta oligogyra Tesch, 1906
- Atlanta peronii Lesueur, 1817
- Atlanta plana Richter, 1972
- Atlanta pulchella Verrill, 1884
- Atlanta quoyii Gray, 1850
- Atlanta rosea Souleyet, 1852
- Atlanta selvagensis de Vera & Seapy, 2006
- Atlanta tokiokai van der Spoel & Troost, 1972
- Atlanta turriculata d'Orbigny, 1836

## Uitgestorven soorten
- † Atlanta arenularia Gougerot & Braillon, 1965
- † Atlanta lingayanensis Janssen, 2007
- † Atlanta richteri Janssen, 2007
- † Atlanta seapyi Janssen, 2007